# Eisenbahnunfall von Hamont

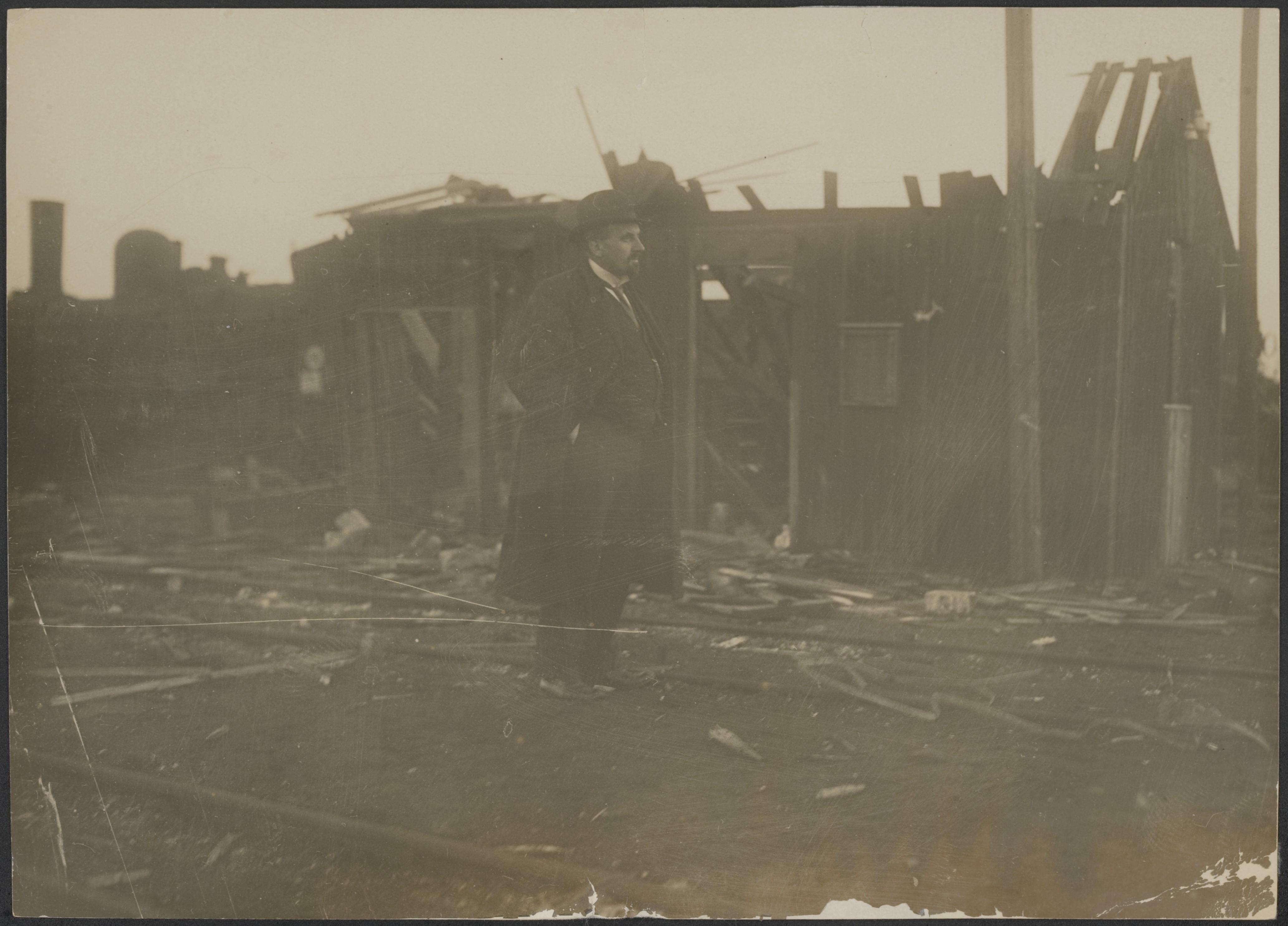
Der Bürgermeister von Hamont besucht den Ort der Katastrophe

Der Eisenbahnunfall von Hamont war eine Explosionskatastrophe am 18. November 1918 in Hamont-Achel, Belgien.
Während des Rückzugs des deutschen Heeres nach dem Waffenstillstand von Compiègne explodierte im belgisch-niederländischen Grenzbahnhof Hamont, der am Eisernen Rhein, der Bahnstrecke von Antwerpen nach Düsseldorf liegt, ein Munitionstransportzug. Ursache für die Explosion sollen Feuerwerkskörper gewesen sein, die Kinder angezündet hatten. Die Explosion löste eine weitere in einem zweiten Munitionstransportzug aus. Die Explosionen beschädigten auch drei Lazarettzüge, einer davon wurde zerstört, ebenso viele Häuser in Hamont. 
Die Angaben über die Zahl der Todesopfer schwanken stark. Je nach Quelle werden Zahlen zwischen 100 und 2000 Menschen genannt, die meisten davon deutsche Soldaten. Der Unfall ist damit möglicherweise einer der weltweit bisher opferreichsten Eisenbahnunfälle.